# Po’e
Le po’e [poʔe], terme tahitien, est un plat polynésien à base de compote, d'amidon et de lait de coco. Il peut être préparé à partir de fruits ou de tubercules.

## Étymologie
Le mot tahitien po’e proviendrait de la racine proto-polynésienne poke, signifiant « mélanger ; dessert préparé par malaxage ». Ce dessert reste appelé poke dans toutes les langues polynésiennes excepté le tahitien et la langue australe de l'île de Raivavae, pour lesquelles la consonne occlusive glottale (notée par une apostrophe) a remplacé la vélaire sourde (notée K).

## Préparation
La préparation d’un po’e débute par l’épluchage, et éventuellement le retrait des graines, de l’ingrédient choisi comme base du plat. S’il s’agit d’un tubercule, il est également nécessaire de le râper, avant de procéder à la cuisson de la compote par addition de sucre, puis soit de vanille, d’eau et d’amidon pour les préparations à base de fruit, soit de lait de coco pour les préparations à base de tubercule. Après cuisson au four, le plat peut être présenté chaud ou tiède avec ou sans addition de lait de coco frais.

## Types
Il existe différents po’e, classiques dans la cuisine de Tahiti, présentés lors des banquets tahitiens et vendus sur les marchés : le po’e ’ī’ītā (à la papaye), le po’e mei’a (à la banane), le po’e hi’o (« po’e miroir » à l’eau de coco), le po’e ’ape (au taro géant), le po’e māpē (à la châtaigne tahitienne), le po’e mautini (au potiron).

## Économie dupo’e

### Production
En 2016 en Polynésie française, la fabrication de po’e reste artisanale et sa distribution irrégulière réservée aux marchés et commerces de proximité.

### Consommation
Le po’e étant un aliment mixé, il peut être donné dès l’âge de 6 mois aux bébés,.